# Парк Вернавола
Парк Вернавола (итал. Parco della Vernavola) — заповедник в Павии, Италии. Основан в 1985 году.

## Описание
Основанный в 1985 году и признанный регионом Ломбардия природной зоной в парке долины Тичино, парк был расширен и оборудован детской игровой площадкой, велосипедными дорожками и скамейками. В парке находится школа верховой езды и фермерский дом Коломбара, где можно посетить животных, а также небольшой музей крестьянской жизни.
Парке расположен в центре «старого парка», построенного Галеаццо II Висконти в 1360 году и расширенного Джаном Галеаццо Висконти в 1390 году. Внутри парка и вокруг замка Мирабелло в 1525 году произошла битва при Павии.

## Флора и фауна
В заповеднике распространеные различные виды деревьев, включая белую березу, вишню, ясень, дикую яблоню, орешник, вяз, ольху, черешчатый дуб и различные тополя и ивы.
У входа в парк около улицы Торретта также есть небольшое озеро, где живут кряквы, лебеди-шипуны, черные лебеди и камышницы. Также внутри находится ольховый лес с евразийскими ами, зеленушками и зябликами.
Парк населен богатой фауной: фазанами, лисицами, зайцами, дикими кроликами и дикими кабанами.